# Wyższe Seminarium Duchowne w Łomży
Wyższe Seminarium Duchowne im. Papieża Jana Pawła II w Łomży – seminarium duchowne w Łomży, utworzone w 1919 roku przez biskupa łomżyńskiego Romualda Jałbrzykowskiego dla części polskiej diecezji sejneńskiej.

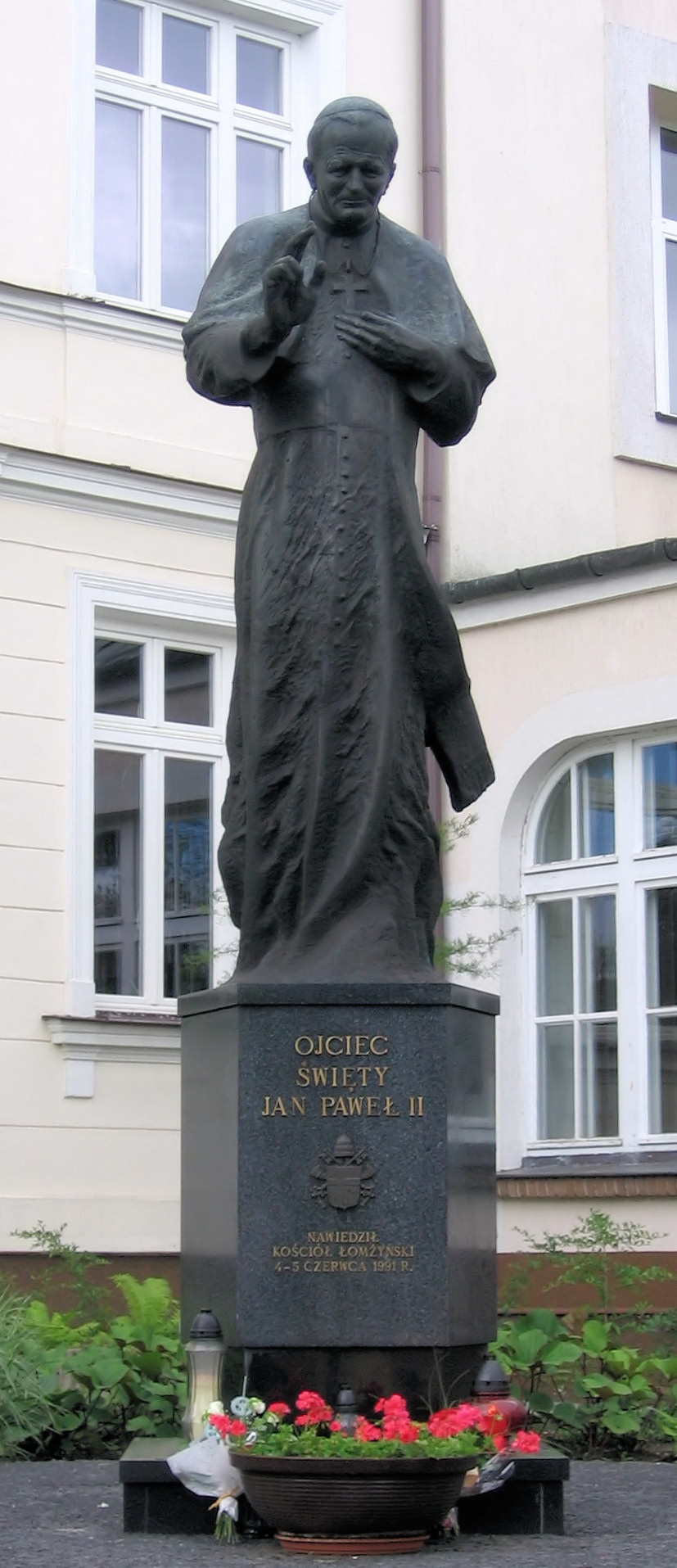
Pomnik Jana Pawła II przy Seminarium Duchownym w Łomży

## Historia
W 1923 roku seminarium zakupiło nieruchomość przy ówczesnym placu Sienkiewicza (obecnie Plac Papieża Jana Pawła II) i tam przeniosła swoją działalność, uprzednio prowadzoną w wynajmowanym gmachu u zbiegu ulic Dwornej i Giełczyńskiej.
Po utworzeniu diecezji łomżyńskiej w 1925 roku seminarium stało się łomżyńskim diecezjalnym Seminarium Duchownym.
5 czerwca 1991 podczas czwartej pielgrzymki do Polski papież Jan Paweł II spotkał się z profesorami i alumnami łomżyńskiego seminarium. Na pamiątkę tamtego zdarzenia ufundowano pomnik Jan Pawła II według projektu prof. Gustawa Zemły.
Nadanie uczelni imienia Papieża Jana Pawła II miało miejsce 13 października 2005 roku na mocy decyzji biskupa Stanisława Stefanka.

## Rektorzy
- 1919–1944: ks. Henryk Betto
- 1945–1966: ks. Józef Perkowski
- 1967–1970: ks. Mikołaj Sasinowski
- 1970–1973: ks. Tadeusz Zawistowski
- 1973–1974: ks. Zdzisław Garbowski
- 1975–1982: ks. Włodzimierz Wielgat
- 1982–1983: bp Edward Samsel
- 1983–1991: ks. Antoni Boszko
- 1991–2006: ks. Andrzej Miałchowski
- 2006–2012: ks. Wojciech Nowacki
- 2012–2020: ks. Jarosław Kotowski
- od 2020: ks. Robert Bączek

## Inni wykładowcy
- ks. Józef Marceli Dołęga
- ks. Stanisław Dziekoński
- ks. Józef Łupiński
- ks. Michał Piaszczyński